# امامزاده ابراهیم زیارت سر
امامزاده ابراهیم زیارت سر مربوط به دوره صفوی است و در روستای فولاد محله از توابع شهرستان مهدیشهر (سنگسر) واقع شده است. این اثر در تاریخ ۱۰ دی ۱۳۸۱ با شمارهٔ ثبت ۶۹۵۷ به‌عنوان یکی از آثار ملی ایران به ثبت رسیده است.